# Chinh phục
Chinh phục (tiếng Anh: Vietnam's Brainiest Kid) là một trò chơi truyền hình dành cho học sinh trung học cơ sở do Đài Truyền hình Việt Nam sản xuất. Đây là phiên bản Việt hóa thứ hai của chương trình Britain's Brainiest Kid được sáng tạo bởi Sony Pictures Television, sau Tìm người thông minh vào năm 2008. Chương trình được phát sóng vào tối thứ 4 hàng tuần từ ngày 4 tháng 12 năm 2013 đến ngày 31 tháng 1 năm 2018 trên kênh VTV6.
Trong hai mùa đầu tiên, Chinh phục đã tổ chức tuyển sinh tại 5 thành phố lớn trên cả nước và thu hút 21.783 thí sinh đăng ký đến từ 33 tỉnh thành và 560 trường trung học cơ sở. 480 học sinh xuất sắc nhất của hai lứa tuổi 11 - 12 và 13 - 14 đã được chọn vào vòng ghi hình tại trường quay S14, Đài Truyền hình Việt Nam. Mùa giải thứ 3 của chương trình (2015) sau khi hoàn tất tuyển sinh đã phải tạm hoãn với lí do hoàn tất các thủ tục cần thiết và sau đó đã bị hủy. Mùa giải này đã được tái phát động với lứa tuổi 13 - 14.

## Luật chơi
Mỗi chương trình bao gồm 10 thí sinh tham gia với tổng cộng ba vòng thi; sau mỗi vòng thi, điểm số sẽ được đặt lại về 0 (trừ vòng 1 ở các cuộc thi tuần của mùa thứ ba, khi đó điểm số được bảo toàn) trước khi bước vào vòng kế tiếp. Những thí sinh chiến thắng tại các cuộc thi tuần sẽ tranh tài tại đêm chung kết để tìm ra quán quân của chương trình.
Trong mùa thứ ba, số lượng thí sinh tham gia các cuộc thi tuần giảm xuống còn 6, trong khi trận chung kết có 12 thí sinh.

### Vòng 1
Có 12 câu hỏi trắc nghiệm liên quan đến chủ đề của chương trình (một số cuộc thi chỉ có 10 câu hỏi), mỗi câu hỏi có bốn đáp án và 5 giây để các thí sinh trả lời. Các dạng câu hỏi bao gồm câu hỏi thông thường, câu hỏi tiếng Anh, câu hỏi dưới dạng hình ảnh/video/âm thanh cùng với một câu hỏi trực quan ngẫu nhiên do "giáo sư" Biết Hết đưa ra. Mỗi câu trả lời đúng được 1 điểm. Sau vòng 1, sáu người chơi có số điểm cao nhất được lọt vào vòng 2, những người còn lại sẽ bị loại.
Trong trận chung kết hai mùa đầu tiên, 24 người chơi được chia làm hai bảng A và B. Mỗi bảng có 12 thí sinh thi đấu theo luật như trên, sau đó chọn ra ba thí sinh từ mỗi bảng đi tiếp vào vòng 2. Ở mùa thứ ba, tất cả 12 thí sinh vào vòng chung kết cùng tham dự vòng 1 (không chia bảng).

### Vòng 2
Có 12 vùng hiểu biết để các thí sinh theo thứ tự lựa chọn. Mỗi thí sinh có hai lượt lựa chọn vùng hiểu biết và có 45 giây (30 giây ở mùa 3) để trả lời các câu hỏi tương ứng với vùng hiểu biết đó, mỗi câu trả lời đúng được 1 điểm. Thí sinh có quyền bỏ qua ở một câu hỏi, nhưng chỉ một câu trả lời duy nhất cho câu hỏi được ghi nhận; các đáp án thí sinh đưa ra sau khi hết giờ cũng được chấp nhận. Kết thúc vòng 2, ba thí sinh có số điểm cao nhất sẽ giành quyền vào vòng 3.
Trong mùa thứ hai, vòng thi này có 11 vùng hiểu biết với chủ đề cụ thể và một "Ô bí mật" với tất cả các chủ đề trong đó. Các vùng hiểu biết ở mùa thứ ba được sắp xếp lại và chia thành năm vùng hiểu biết cố định, sáu vùng hiểu biết linh hoạt với chủ đề cụ thể và một vùng hiểu biết tổng hợp mang tên "Tự hào Việt Nam".

### Vòng 3

#### Chủ đề sở trường (các cuộc thi tuần mùa 1)
Có một bảng 6 × 6 với 36 ô số, mỗi ô chứa một trong bốn màu: đỏ, vàng, xanh dương và bạc. Các màu đỏ, vàng, xanh dương tương ứng với chủ đề sở trường của người chơi điều khiển màu sắc tương ứng, mỗi màu có 5 ô; trong khi màu bạc ứng với chủ đề kiến thức chung và chiếm hết số ô còn lại trong bảng. Các thí sinh có 10 giây để ghi nhớ màu sắc của các ô số trên bảng, sau đó chúng sẽ được đóng lại.
Ở mỗi lượt chơi, theo thứ tự đỏ - vàng - xanh dương, thí sinh được lật một ô trên bảng (mỗi ô chỉ được lật tối đa một lần). Màu sắc của ô đó được tiết lộ và thí sinh có 10 giây để trả lời câu hỏi tương ứng (chỉ đáp án đầu tiên do thí sinh đưa ra được ghi nhận để xét kết quả). Nếu trả lời đúng, thí sinh đó nhận được:
- 1 điểm nếu chọn ô màu bạc
- 2 điểm nếu chọn ô cùng màu với màu thí sinh đó điều khiển
- 3 điểm nếu chọn ô khác màu với màu thí sinh đó điều khiển (trừ màu bạc)

Nếu trả lời sai hoặc không trả lời được câu hỏi, thí sinh không được điểm.
Sau tất cả 6 lượt chơi, thí sinh giành được số điểm cao nhất sẽ giành chiến thắng cuộc thi. Trong trường hợp chưa xác định được người chiến thắng thì các lượt chơi tiếp theo sẽ được tiếp tục với những ô còn lại.

#### Câu hỏi theo mức độ (chung kết mùa 1, các cuộc thi tuần mùa 2 và toàn bộ mùa 3)
Có một bảng 6 × 6 gồm 36 ô số, mỗi ô đi kèm với một trong các kí hiệu: chấm than ("!" - câu hỏi mức độ trung bình, gồm 6 ô), chấm hỏi ("?" - câu hỏi mức độ khó, gồm 6 ô) hoặc không có kí hiệu (câu hỏi mức độ dễ, gồm 24 ô). Các thí sinh có 10 giây để quan sát kí hiệu của các ô trên bảng, từ đó xây dựng chiến thuật chơi.
Có tất cả 5 lượt chơi. Ở mỗi lượt, theo thứ tự đỏ - vàng - xanh dương, mỗi thí sinh được chọn một ô trên bảng. Thí sinh có 10 giây để trả lời câu hỏi, mỗi câu trả lời đúng sẽ nhận được điểm tương ứng với độ khó của ô đã chọn (1 điểm cho câu hỏi dễ, 2 điểm cho câu hỏi trung bình và 3 điểm cho câu hỏi khó), đồng thời ô đó được đánh dấu bằng màu sắc mà thí sinh đó được chỉ định (người chơi sau không được chọn lại ô đó). Trả lời sai hoặc không trả lời được sau 10 giây, thí sinh không được điểm, đồng thời ô đó được trả về trạng thái ban đầu (người chơi có thể chọn lại ô đó vào lúc khác, nhưng câu hỏi sẽ được thay đổi thành một câu hỏi khác có cùng độ khó). Nếu đánh dấu được 5 ô liên tiếp theo hàng ngang, dọc hoặc chéo, người chơi được thưởng 5 điểm.
Sau 5 lượt chơi, thí sinh giành được số điểm cao nhất sẽ giành chiến thắng cuộc thi. Trong trường hợp chưa xác định được người chiến thắng, vòng thi vẫn sẽ được tiếp tục với các ô còn lại.

#### Đối đầu/Buzz Game (chung kết mùa 2)
Các câu hỏi lần lượt được đưa ra cho các thí sinh. Sau khi MC đọc xong câu hỏi, thí sinh có 5 giây để bấm chuông giành quyền trả lời và 3 giây để trả lời sau khi bấm chuông. Trả lời đúng ghi được 1 điểm; trả lời sai bị mất lượt (người chơi không được bấm chuông ở câu hỏi kế tiếp). Người chiến thắng là người cán mốc 6 điểm trước.

### Các phần thi phụ

#### Giải mã điện thoại
Trước khi bắt đầu vòng 2 và 3 (trừ vòng 3 chung kết mùa 2), phần thi này được tiến hành để xác định thứ tự chơi của các thí sinh.
Một bàn phím 10 số (dựa theo bàn phím T9) cùng một mật mã được đưa ra. Cấu trúc bàn phím như sau (với các chữ cái trong ngoặc là các chữ cái có thể có ứng với số đó):
| 1 (ABC) | 2 (DEF) | 3 (GHI) |
| 4 (JKL) | 5 (MNO) | 6 (PQR) |
| 7 (ST)  | 8 (UV)  | 9 (WX)  |
|         | 0 (YZ)  |         |

Sau khi đưa ra gợi ý, các thí sinh dựa theo mật mã và gợi ý để tìm đáp án (viết liền không dấu). Thứ tự tìm ra đáp án đúng của các thí sinh cũng chính là thứ tự chơi của vòng chơi sau đó (riêng vòng 3, các thí sinh cũng được ghép màu đỏ - vàng - xanh dương theo thứ tự trên).

#### Ghép đôi
Trong trường hợp chưa xác định được đủ các thí sinh tham gia vòng 2 hoặc 3, hoặc chưa xác định được thí sinh thắng vòng 3 sau khi đã mở hết các ô số (do có nhiều thí sinh bằng điểm nhau), phần thi này được tiến hành đối với các thí sinh chưa xác định này.
Có hai cột xanh và đỏ, mỗi cột chứa bốn ô dữ liệu, trong đó dữ liệu ở cột màu xanh được cố định. Các thí sinh phải sắp xếp lại bốn ô dữ liệu trong cột màu đỏ tương ứng với ô dữ liệu cùng hàng ở cột màu xanh theo yêu cầu của đề bài; dựa theo thứ tự ghép đúng để xác định (các) thí sinh đi tiếp hoặc thắng cuộc.

## Các mùa thi
| Mùa | Phát sóng đầu tiên | Phát sóng cuối | Hạng nhất           | Quê quán              | Hạng nhì              | Quê quán       | Hạng ba             | Quê quán          |
| --- | ------------------ | -------------- | ------------------- | --------------------- | --------------------- | -------------- | ------------------- | ----------------- |
| 1   | 4/12/2013          | 4/6/2014       | Phan Đăng Nhật Minh | Quảng Trị             | Hồ Đắc Thanh Chương   | Thừa Thiên Huế | Đỗ Mạnh Việt        | Thanh Hóa         |
| 2   | 2/7/2014           | 14/1/2015      | Nguyễn Quốc Khang   | Thành phố Hồ Chí Minh | Phan Hoàng Thùy Dương | Hà Nội         | Huỳnh Võ Trọng Nhân | Bà Rịa - Vũng Tàu |
| 3   | 25/10/2017         | 31/1/2018      | Bùi Nguyễn Đức Tân  | Thành phố Hồ Chí Minh | Nguyễn Thiện Hải An   | Hà Nội         | Nguyễn Ngọc Mai     | Bắc Ninh          |

### Mùa 1 và 2
Trong tháng 9 năm 2013, Chinh phục đã tổ chức tuyển chọn thí sinh là các học sinh trung học cơ sở có độ tuổi 11-14 cho 2 mùa giải đầu tiên tại 5 điểm tuyển sinh tập trung: Hà Nội, Vinh, Đà Nẵng, Buôn Mê Thuột và TP Hồ Chí Minh. Trải qua vòng loại hồ sơ kiểm tra EQ, vòng phỏng vấn trực tiếp, vòng thi viết IQ và vòng phỏng vấn sâu với các chuyên gia tâm lý, từ hàng chục nghìn thí sinh, 240 thí sinh xuất sắc nhất đã được chọn vào vòng ghi hình cho mỗi mùa giải. Hai mùa giải được ghi hình liên tục từ tháng 11 năm 2013 đến 8 năm 2014.

### Năm 2015
Mùa thứ 3 của chương trình được lên kế hoạch phát động vào tháng 3 năm 2015 dành cho các học sinh THCS lứa tuổi 12-13. Vòng sơ loại địa phương dự kiến diễn ra từ 12 đến 25 tháng 3 tại hơn 700 trường THCS trên khắp cả nước. Mỗi trường sẽ tổ chức tuyển chọn học sinh và gửi về BTC 3 bộ hồ sơ của 3 học sinh xuất sắc nhất. Ngoài ra, thí sinh có thể đăng ký trên website của chương trình, những bộ hồ sơ chất lượng sẽ được hướng dẫn làm bài kiểm tra IQ trực tuyến. Do còn nhiều học sinh và nhà trường chưa kịp nắm bắt thông tin để tiến hành đăng ký tuyển sinh, tổ chức sơ loại và sự chậm trễ tỏng chuyển phát hồ sơ nên vòng sơ loại địa phương được gia hạn đến ngày 10 tháng 4. Theo đó, vòng sơ loại toàn quốc dự kiến bắt đầu vào ngày 1 tháng 4 với việc công bố danh sách 300 thí sinh lọt vào vòng phỏng vấn qua điện thoại với các chuyên gia tâm lý đã bị dời đến ngày 16 tháng 4. Tuy nhiên, thời điểm này trùng với thời gian thi học kì nên vòng sơ loại toàn quốc tiếp tục bị đẩy lùi. Cuối cùng, với lý do BTC phải hoàn thành các thủ tục sản xuất chương trình nên đến tháng 10 năm 2015, mùa giải 3 vẫn còn dang dở tuy đã được xác nhận sẽ quay trở lại.

### Mùa 3
Sau khi tạm hoãn mùa 3 hai năm, chương trình thông báo về việc quay trở lại nhưng không đề cập gì đến những thí sinh đã đăng kí trong mùa 2015. Vòng sơ loại diễn ra trực tiếp tại trường TH School vào ngày 16 tháng 4 năm 2017 và thi loại trực tuyến trên website của chương trình. Sau vòng sơ loại, BTC chọn ra những gương mặt xuất sắc để vào vòng phỏng vấn và cuối cùng là 72 thí sinh vào 12 cuộc ghi hình (cộng thêm một chương trình đặc biệt gồm 6 thí sinh có 6 tài năng khác nhau).

## Cơ cấu giải thưởng

### Mùa 1 và 2
Giải nhất 3 tuần đầu tiên của Mùa 1 tri giá 15 triệu đồng, bao gồm:
- Tài khoản 5 triệu đồng từ Ngân hàng Bắc Á
- 10 triệu đồng (tiền mặt)
- 1 năm sử dụng miễn phí các sản phẩm sữa từ TH

Ngoài ra, trường có người chơi đạt giải nhất tuần còn được nhận thêm quỹ xây dựng thư viện "Vì tầm vóc Việt" trị giá 20 triệu đồng.
Giải nhất từ tuần thứ 4 đến tuần thứ 24 của Mùa 1 và 24 tuần của Mùa 2 trị giá 20 triệu đồng, bao gồm:
- Tài khoản 10 triệu đồng từ Ngân hàng Bắc Á
- 10 triệu đồng (tiền mặt)
- 1 năm sử dụng miễn phí các sản phẩm sữa từ TH

Ngoài ra, trường có thí sinh đạt giải nhất tuần còn được nhận thêm quỹ xây dựng thư viện "Vì tầm vóc Việt" trị giá 30 triệu đồng.
Giải Quán quân: 1 suất học bổng du học hè tại đại học Cambridge (Anh) trong vòng 4 tuần và 1 chuyến du lịch ở Paris (Pháp) trong 1 tuần, Pháp trị giá 300 triệu đồng.

### Mùa 3
Giải nhất tuần: 30 triệu đồng
Giải Quán quân: 1 suất học bổng toàn phần 3 năm học THPT tại TH School, 1 năm sử dụng miễn phí các sản phẩm sữa từ TH và nhiều giải thưởng khác với tổng giải thưởng là 1 tỷ 500 triệu đồng.
Trường có thí sinh đoạt giải quán quân còn được nhận thêm quỹ xây dựng thư viện "Vì tầm vóc Việt" trị giá 30 triệu đồng.

## Những thí sinh nổi bật
- Phan Đăng Nhật Minh (quán quân mùa 1): Vô địch Đường lên đỉnh Olympia năm thứ 17.
- Đặng Hoàng Đức (nhì tuần mùa 2): Giải Ba Quý 2 Đường lên đỉnh Olympia năm thứ 17.
- Hồ Đắc Thanh Chương (á quân 1 mùa 1): Vô địch Đường lên đỉnh Olympia năm thứ 16.
- Đỗ Mạnh Việt (á quân 2 mùa 1): Giải Nhì Quý 3 Đường lên đỉnh Olympia năm thứ 17
- Nguyễn Hữu Quang Nhật (nhất tuần 2 mùa 2): Giải Ba chung kết năm Đường lên đỉnh Olympia năm thứ 18, trước đó từng tham gia chương trình Trẻ em luôn đúng.
- Nguyễn Thiện Hải An (á quân 2 mùa 3): Giải Nhì chung kết năm Đường lên đỉnh Olympia năm thứ 21.

## Phiên bản khác
Trước Chinh phục, còn có một phiên bản Brainiest Kid khác đến từ Singapore do Đài Truyền hình Thành phố Hồ Chí Minh và công ty Mesa đồng sản xuất và phát sóng với tên gọi Tìm người thông minh với đối tượng dự thi, cách chơi gần giống Chinh phục. Thí sinh chiến thắng ở vòng thi tuần là 2 triệu đồng, tại chung kết năm được nhận được 1 chuyến đi học tập tại Úc, giải nhì là 1 chuyến đi học tập tại Singapore... Tuy nhiên, chương trình chỉ tồn tại trong chưa tới 1 năm (từ đầu tháng 3 đến cuối tháng 9 năm 2008).
Dưới đây chỉ nêu những điểm khác biệt của luật chơi Tìm người thông minh so với Chinh phục:
- Vòng 1: Có 8 thí sinh khi bắt đầu chương trình. Chỉ có 9 câu hỏi được đưa ra ở vòng này.
- Giải mã điện thoại: Thí sinh cần tìm một mật mã bằng tiếng Anh. Gợi ý là nghĩa tiếng Việt của từ đó. Cấu trúc bàn phím được sử dụng như sau (phím 1 và 0 không được sử dụng):

| 1 ( )    | 2 (ABC) | 3 (DEF)  |
| 4 (GHI)  | 5 (JKL) | 6 (MNO)  |
| 7 (PQRS) | 8 (TUV) | 9 (WXYZ) |
|          | 0 ( )   |          |

- Vòng 2: Thời gian trả lời các câu hỏi là 30 giây (tương tự như mùa 3 của Chinh phục).
- Vòng 3: Sử dụng luật "Câu hỏi theo mức độ" của Chinh phục, nhưng sử dụng các ký hiệu "V" (vừa, thay cho "!") và "K" (khó, thay cho "?") (điểm số của các câu hỏi và số lượt chơi không đổi). Ngoài ra chương trình chỉ chấp nhận đáp án đầu tiên được đưa ra trong 10 giây.
- Cơ cấu giải thưởng:

- Cuộc thi thường:
+ Thí sinh không lọt vào vòng 3 sẽ nhận học bổng trị giá 500.000 đồng.
+ Thí sinh hạng ba, nhì, nhất ở vòng 3 sẽ nhận học bổng lần lượt trị giá 1.000.000 đồng, 1.500.000 và 2.000.000 đồng; ngoài ra hai thí sinh giành hạng nhất và nhì sẽ được lọt vào vòng tiếp theo (phần thi phụ "Ghép đôi" có thể được sử dụng để xác định hai thí sinh này nếu cần thiết).
- Cuộc thi chung kết:
+ Thí sinh không lọt vào vòng 3 sẽ nhận học bổng trị giá 1.000.000 đồng.
+ Thí sinh hạng ba ở vòng 3 sẽ nhận được một năm học ngoại ngữ trị giá 16 triệu đồng.
+ Thí sinh hạng nhì ở vòng 3 sẽ nhận được một khóa du học hè tại Singapore trị giá 32 triệu đồng.
+ Thí sinh hạng nhất ở vòng 3 sẽ nhận được một khóa du học hè tại Australia trị giá 75 triệu đồng.

## Phát sóng

### Phát chính
- 21:05 tối thứ 4 (4/12/2013 - 14/1/2015)
- 20:00 tối thứ 4 (25/10/2017 - 31/1/2018)

### Phát lại (kênh VTV3)
- 16:00 chủ nhật (8/12/2013 - 18/1/2015)
- 10:00 thứ 7 hàng tuần (13/1/2018 - 21/4/2018)

## Kết thúc sứ mệnh
Số cuối cùng của chương trình đã được lên sóng vào ngày 31/1/2018 (phát lại vào ngày 21/4 cùng năm trên VTV3), khép lại 3 mùa của Chinh phục do không đảm bảo được chi phí thực hiện chương trình này. Thay vào đó, VTV3 tiếp tục phối hợp với Công ty TNHH Truyền thông Bee và Bộ Giáo dục và Đào tạo thực hiện sản xuất chương trình "Trạng nguyên tuổi 13".